# Saint-Rémy (Saône-et-Loire)
Saint-Rémy település Franciaországban, Saône-et-Loire megyében. Lakosainak száma 6476 fő (2022. január 1.). Saint-Rémy Chalon-sur-Saône, La Charmée, Châtenoy-le-Royal, Givry, Lux és Sevrey községekkel határos.

## Népesség
A település népessége az elmúlt években az alábbi módon változott:
| Lakosok száma | 6565 | 6585 | 6768 | 6639 | 6617 | 6615 | 6605 | 6541 | 6476 |
|               | 2013 | 2015 | 2016 | 2017 | 2018 | 2019 | 2020 | 2021 | 2022 |

## Galéria

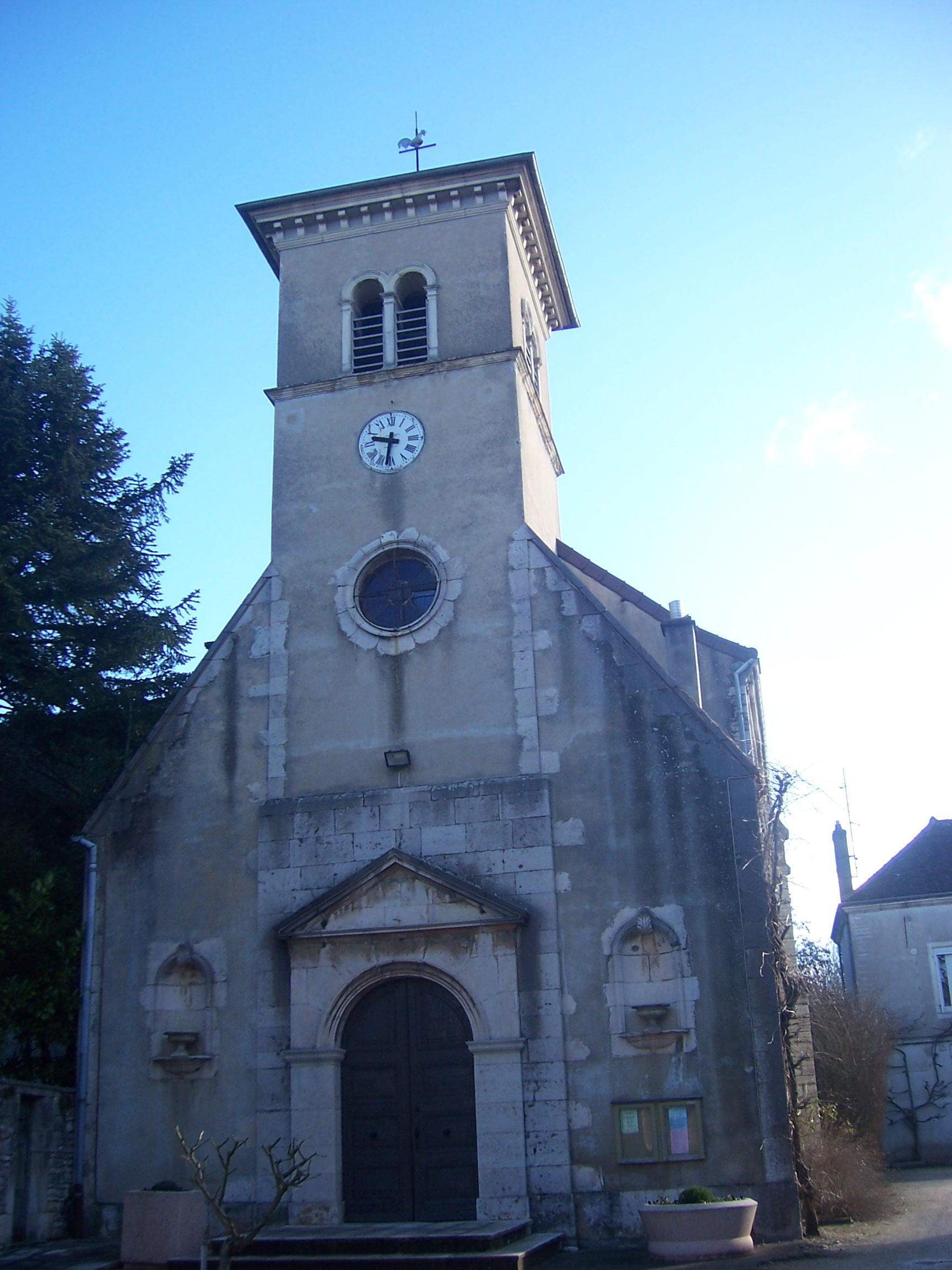
Templom
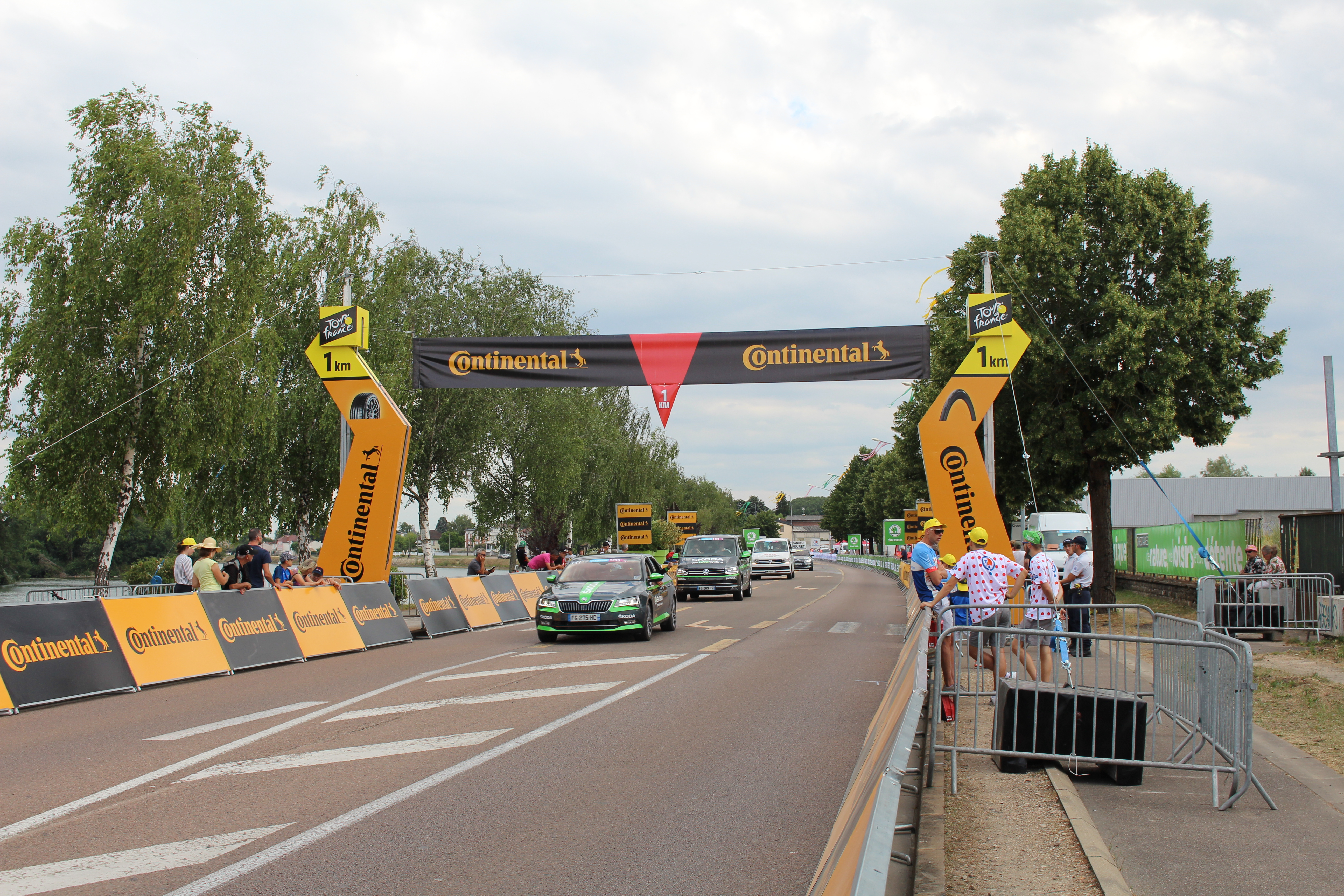
A 2019-es Tour de France 7. szakaszának érkezése a településbe